# 厩舎関係者表彰
本記事では、日本中央競馬会 (JRA)による騎手、調教師および厩舎スタッフを対象とする表彰について説明する。
1987年にJRA賞が制定される前から存在している表彰である。授賞式は1月に中山競馬場、京都競馬場で行われる。

## 騎手が対象の表彰
- 優秀騎手賞 - 勝利度数部門、勝率部門（旧・騎乗技術賞）、賞金獲得部門、騎乗回数部門

勝利度数については、関西所属騎手の最多勝者には関西テレビ放送賞が授賞されている。（後述）
- 優秀障害騎手賞（1980年度から[1]）
- 障害騎手特別賞（2016年度から）
- 最多勝利新人騎手賞
- 特別模範騎手賞（1980年度から[1]）
- フェアプレー賞（関東、関西。1980年度から[1]）
- 年間最多勝利度数記録更新
- 新人年間最多勝利度数記録更新[2]

以下の部門は2012年度現在発表されていない。
- 最優秀騎手賞 - 優秀騎手賞または騎乗技術賞の受賞者で、八大競走（1981年度からジャパンカップも追加[3]）を3勝以上した騎手のなかから選ばれる[4]。
- 模範騎手賞

### 関西テレビ放送賞（関西所属騎手最多勝）
日本中央競馬会 (JRA) 栗東トレーニングセンター（関西）所属の騎手のうち、その年の最多勝利をあげた者に与えられる。
| 年度        | 受賞者     |
| ----------- | ---------- |
| 1975-1978年 | 福永洋一   |
| 1979年      | 田原成貴   |
| 1980･1981年 | 河内洋     |
| 1982-1984年 | 田原成貴   |
| 1985･1986年 | 河内洋     |
| 1987年      | 南井克巳   |
| 1988-2000年 | 武豊       |
| 2001年      | 四位洋文   |
| 2002-2009年 | 武豊       |
| 2010･2011年 | 福永祐一   |
| 2012年      | 浜中俊     |
| 2013年      | 福永祐一   |
| 2014年      | 岩田康誠   |
| 2015年      | 福永祐一   |
| 2016-2021年 | C.ルメール |
| 2022年      | 川田将雅   |
| 2023年-     | C.ルメール |

### 優秀障害騎手賞
該当年度中に中央競馬に所属している騎手の中で、障害競走における、「勝利度数」、「勝率」、「獲得賞金」、「騎乗回数」の4部門における総合得点で上位の騎手が受賞する。
受賞者のうち最上位の騎手は、JRA賞最優秀障害騎手を受賞する。

#### 受賞者
| 年     | 受賞者               |
| ------ | -------------------- |
| 2001年 | 田中剛、熊沢重文     |
| 2002年 | 熊沢重文             |
| 2003年 | 嘉堂信雄             |
| 2004年 | 熊沢重文、嘉堂信雄   |
| 2005年 | 横山義行             |
| 2006年 | 西谷誠               |
| 2007年 | 西谷誠、小坂忠士     |
| 2008年 | 西谷誠、横山義行     |
| 2009年 | 五十嵐雄祐、熊沢重文 |
| 2010年 | 五十嵐雄祐、北沢伸也 |
| 2011年 | 該当者なし           |
| 2012年 | 北沢伸也             |
| 2013年 | 高田潤               |
| 2014年 | 北沢伸也、西谷誠     |
| 2015年 | 五十嵐雄祐、高田潤   |
| 2016年 | 石神深一、平沢健治   |
| 2017年 | 石神深一、熊沢重文   |
| 2018年 | 五十嵐雄祐、平沢健治 |
| 2019年 | 森一馬、石神深一     |
| 2020年 | 森一馬、石神深一     |
| 2021年 | 森一馬、石神深一     |
| 2022年 | 石神深一、森一馬     |
| 2023年 | 石神深一、小牧加矢太 |
| 2024年 | 小牧加矢太、上野翔   |

### 障害騎手特別賞
該当年度中にJ・GI競走を2勝以上した者が受賞する。

#### 受賞者
| 年     | 受賞者     |
| ------ | ---------- |
| 2016年 | 石神深一   |
| 2017年 | 石神深一   |
| 2018年 | 石神深一   |
| 2019年 | 該当者なし |
| 2020年 | 該当者なし |
| 2021年 | 該当者なし |
| 2022年 | 該当者なし |
| 2023年 | 該当者なし |
| 2024年 | 該当者なし |

## 調教師およびスタッフが対象の表彰
- 最多勝利調教師賞
- 最高勝率調教師賞
- 最多賞金獲得調教師賞
- 優秀調教師賞（関東、関西） - 旧・調教技術賞
- 優秀厩舎スタッフ賞（関東、関西） - 優秀調教師賞を受賞した調教師の厩舎スタッフに与えられる。1984年度時点での名称は「優秀調教師賞厩舎賞」[39]。

以下の部門は2012年度現在発表されていない。
- 最優秀調教師賞
- 重賞獲得調教師賞
- 優秀調教助手賞、優秀厩務員賞（旧・優秀馬丁賞）（関東、関西） - とくに優秀な成績を収めた者、20年以上のキャリアがあって勤務態度が模範となる者に与えられる[40]。2007年度以降発表されていない。

### 新人騎手育成賞
30勝以上の新人騎手が所属する厩舎が受賞する。

#### 受賞者
| 年     | 受賞者                     |
| ------ | -------------------------- |
| 2014年 | 音無秀孝                   |
| 2015年 | 浅見秀一、庄野靖志         |
| 2016年 | 牧光二                     |
| 2017年 | 該当者なし                 |
| 2018年 | 該当者なし                 |
| 2019年 | 安田隆行、藤原英昭、高木登 |
| 2020年 | 該当者なし                 |
| 2021年 | 松永昌博                   |
| 2022年 | 石橋守、寺島良             |
| 2023年 | 大橋勇樹                   |
| 2024年 | 藤岡健一、清水久詞         |